# Valeriana uliginosa
Valeriana uliginosa är en kaprifolväxtart som först beskrevs av John Torrey och Gray, och fick sitt nu gällande namn av Per Axel Rydberg. Valeriana uliginosa ingår i släktet vänderötter, och familjen kaprifolväxter. Inga underarter finns listade i Catalogue of Life.